# Relógio dos 500 Anos

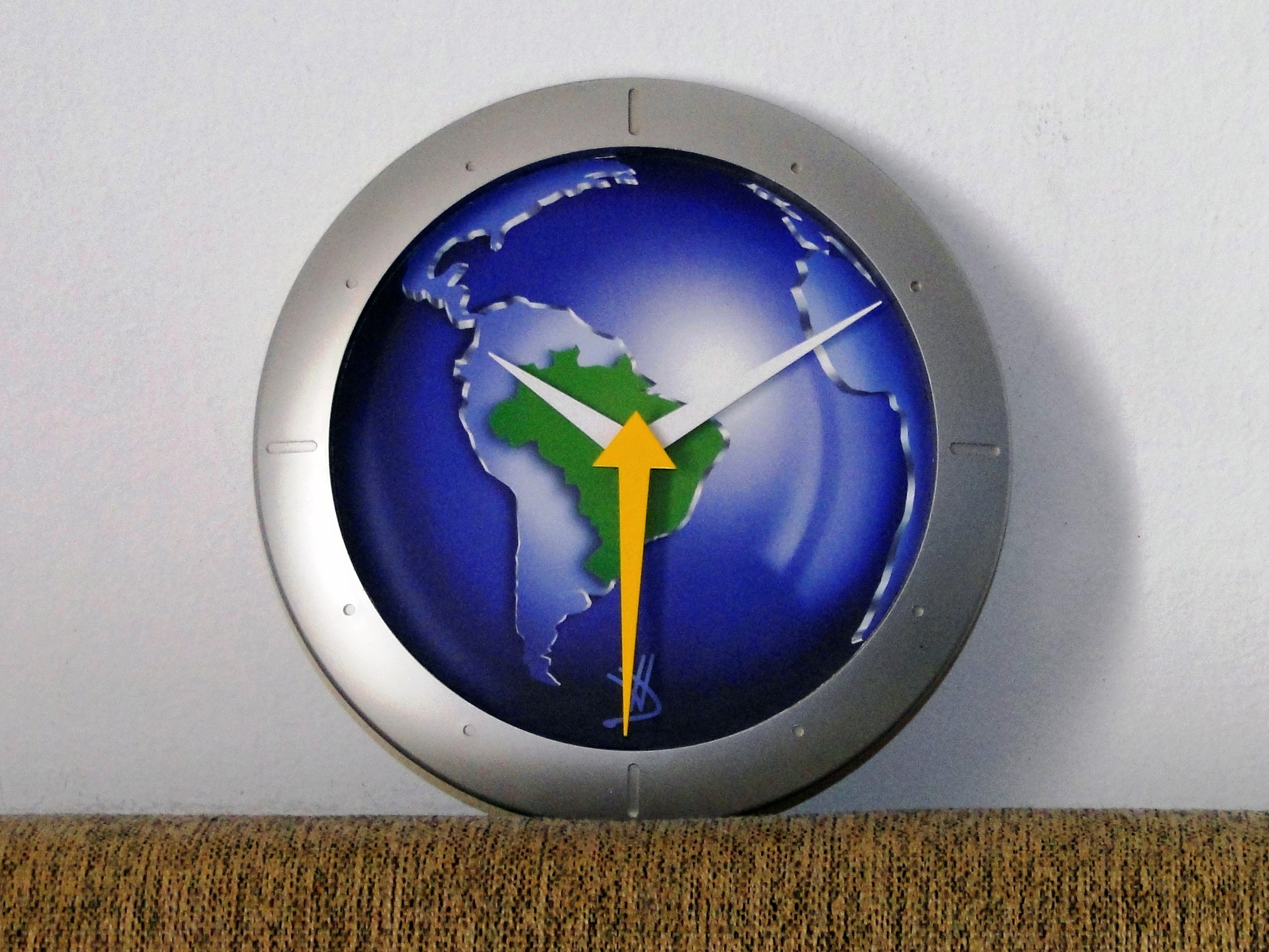
Versão de parede.

O Relógio dos 500 Anos foi um relógio comemorativo aos 500 anos do descobrimento do Brasil, desenhado pelo designer austríaco Hans Donner. Em 1998, o relógio passou a ser exibido todos os dias, nos intervalos comerciais da Rede Globo, com o Horário de Brasília e os dias que faltavam para 22 de abril de 2000, quando se completavam os 500 anos.

## Desenho
O disco do relógio continha a imagem do planeta Terra com o mapa do Brasil no centro. Os ponteiros que marcavam horas e minutos eram brancos e o ponteiro dos segundos era amarelo, com a forma de uma seta que apontava para o mapa do Brasil. Apenas cores presentes na bandeira nacional foram utilizadas.
Nas versões usadas nas cidades, o relógio feito de lona era colocado sobre uma base que continha um logotipo da emissora que transmitia a Rede Globo na região. Abaixo do disco que mostrava a hora certa, existia um contador digital que fazia a contagem regressiva para o dia 22 de abril de 2000. Abaixo do contador, a inscrição "500 Anos". A parte de trás do relógio trazia o logotipo da campanha da Rede Globo "Brasil 500 Anos". O mercado da moda incorporou a ideia com versões de pulso e de parede.

## Réplicas nas cidades

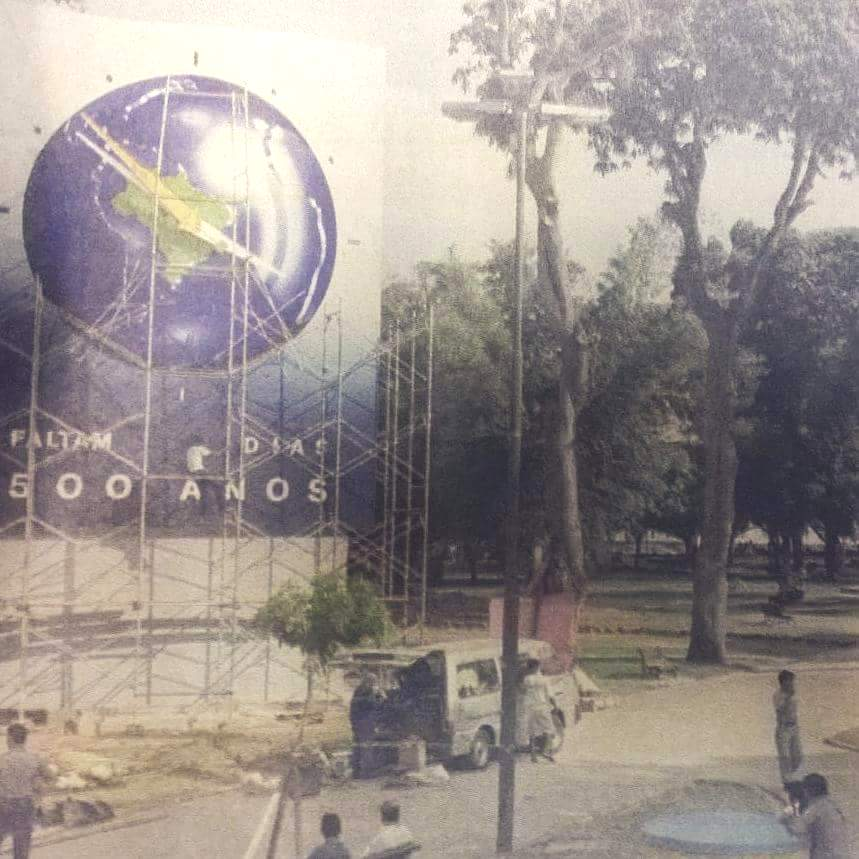
Construção do Relógio dos 500 Anos em Belém, PA.

Réplicas do relógio comemorativo foram instaladas em 28 cidades brasileiras. A primeira delas foi inaugurada em 31 de dezembro de 1997, na cidade de Porto Seguro (BA). Mais tarde, foram erguidos relógios no Farol da Barra (Salvador), na Praia do Leme (Rio de Janeiro) e na Praça Luís Carlos Paraná (São Paulo). O relógio de Porto Alegre foi inaugurado em 22 de junho de 1999, no Parque da Harmonia, localizado no cruzamento das avenidas Edvaldo Pereira Paiva e Loureiro da Silva, próxima à Usina do Gasômetro.
Locais e inaugurações
| Cidade         | UF | Local                     | Inauguração            | Destino | Fonte(s)          |
| -------------- | -- | ------------------------- | ---------------------- | --- | ----------------- |
| Porto Seguro   | BA | Praça do Relógio          | 31 de dezembro de 1997 | | [ 3 ]             |
| Salvador       | BA | Farol da Barra            | Janeiro de 1998        | | [ 6 ]             |
| Rio de Janeiro | RJ | Praia do Leme             | Janeiro de 1998        | Depredado em 19 de abril de 2000                                                                                          | [ 6 ] [ 7 ] [ 8 ] |
| São Paulo      | SP | Praça Luís Carlos Paraná  | 25 de janeiro de 1998  | | [ 9 ]             |
| Recife         | PE | Av. Agamenon Magalhães    | 12 de março de 1998    | | [ 10 ]            |
| Aracaju        | SE | Parque da Sementeira      | 17 de março de 1998    | Reinaugurado em 16 de março de 2008, com nova pintura e removido anos depois ( não se sabe ao certo quando foi removido ) | [ 11 ] [ 12 ]     |
| Manaus         | AM | Praça Antônio Bittencourt | 24 de outubro de 1998  | Desmontado em 2000 | [ 13 ]            |
| Porto Alegre   | RS | Parque da Harmonia        | 22 de junho de 1999    | Destruído em 22 de abril de 2000                                                                                          | [ 5 ]             |
| Belém          | PA | Praça Dom Pedro II        |                        | |                   |
| Curitiba       | PR | Praça Rui Barbosa         |                        | |                   |
| Brasília       | DF | Torre de TV               |                        | | [ 14 ]            |
| Campo Grande   | MS | Praça Ary Coelho          |                        | | [ 15 ]            |
| Cuiabá         | MT | Av. Rubens de Mendonça    |                        | Mantido no local, com nova pintura                                                                                        | [ 16 ] [ 17 ]     |
| Florianópolis  | SC | Av. Beira Mar Norte       |                        | Desmontado em dezembro de 2000                                                                                            | [ 18 ]            |
| Fortaleza      | CE | Av. Beira-Mar             |                        | Destruído em 18 de abril de 2000                                                                                          | [ 19 ]            |
| Macapá         | AP | Praça Isaac Zagury        |                        | | [ 20 ]            |
| Maceió         | AL | Praia de Pajuçara         |                        | Desmontado em 9 de fevereiro de 2006                                                                                      | [ 21 ]            |
| Porto Velho    | RO | Trevo do Roque            |                        | Mantido no local, com nova pintura. Removido em 2010                                                                      | [ 22 ]            |
| João Pessoa    | PB | Busto de Tamandaré        |                        | Removido do local. | }}</ref>          |
| Vitória        | ES | Praia de Camburi          |                        | | [ 23 ]            |
| São Luís       | MA | Av. Beira-Mar             |                        | | [ 9 ] [ 6 ]       |

## Comemoração
No dia 22 de abril de 2000, houve shows comemorativos em frente aos relógios. Em 2000, o dia 22 de abril foi marcado por protestos contra as festividades dos 500 anos do descobrimento. Nas cidades de Porto Alegre, Florianópolis e Recife, os relógios da Rede Globo foram atacados. 
O projeto de instalação do Relógio dos 500 anos realizado pela Rede Globo de Televisão cumpriu a função de estabelecer o tema dos "500 anos do Brasil" no espaço público e na vida diária de brasileiros e brasileiras através da contagem regressiva para o dia 22 de abril do ano 2000. Para a pesquisadora Denise Cogo, a instalação dos relógios representou um ato simbólico que forjou o início do período de celebração da efeméride com cerca de dois anos de antecedência. 

## Ataques em Porto Alegre

Ataque ao relógio em Porto Alegre

Foi um ato de vandalismo ocorrido no dia 22 de abril de 2000 contra o relógio comemorativo aos 500 anos do descobrimento do Brasil, instalado na cidade em 22 de junho de 1999 pela Rede Globo próximo à Usina do Gasômetro. O relógio sofreu dois ataques: um pela madrugada e outro durante o show comemorativo organizado pela Rede Globo em parceria com o Grupo RBS em frente ao relógio.

### Primeiro ataque
Foi pela madrugada, quando um grupo de cerca de 150 manifestantes vindos da Usina do Gasômetro se dirigiram ao local. As cercas que protegiam o relógio foram arrancadas. Na base do relógio, foram pichadas frases anarquistas. Houve um confronto com a Brigada Militar. Quatro pessoas ficaram feridas, entre elas dois policiais. Foi jogada uma pedra no contador do relógio.

### Segundo ataque
Começou às 12h35min, quando manifestantes tentaram invadir a área de isolamento do show comemorativo à data. Os manifestantes protestaram no lado de fora do show com faixas e cartazes contra o Governo FHC e as comemorações aos 500 anos do descobrimento, bloqueando a avenida Loureiro da Silva. Segundo eles, não havia o que comemorar nos 500 anos do Brasil.
Às 15h20min, os manifestantes começaram a jogar pedras, pedaços de madeira, ferros, garrafas e coquetéis molotov contra o relógio da Rede Globo. Para quebrar a parte de trás do equipamento, usaram as cercas que o protegiam como escadas. Os coquetéis molotov causaram um incêndio. Com a chegada do Corpo de Bombeiros o tumulto terminou. Quatro pessoas foram presas. O relógio foi incendiado.